# 오버란트 자유군단

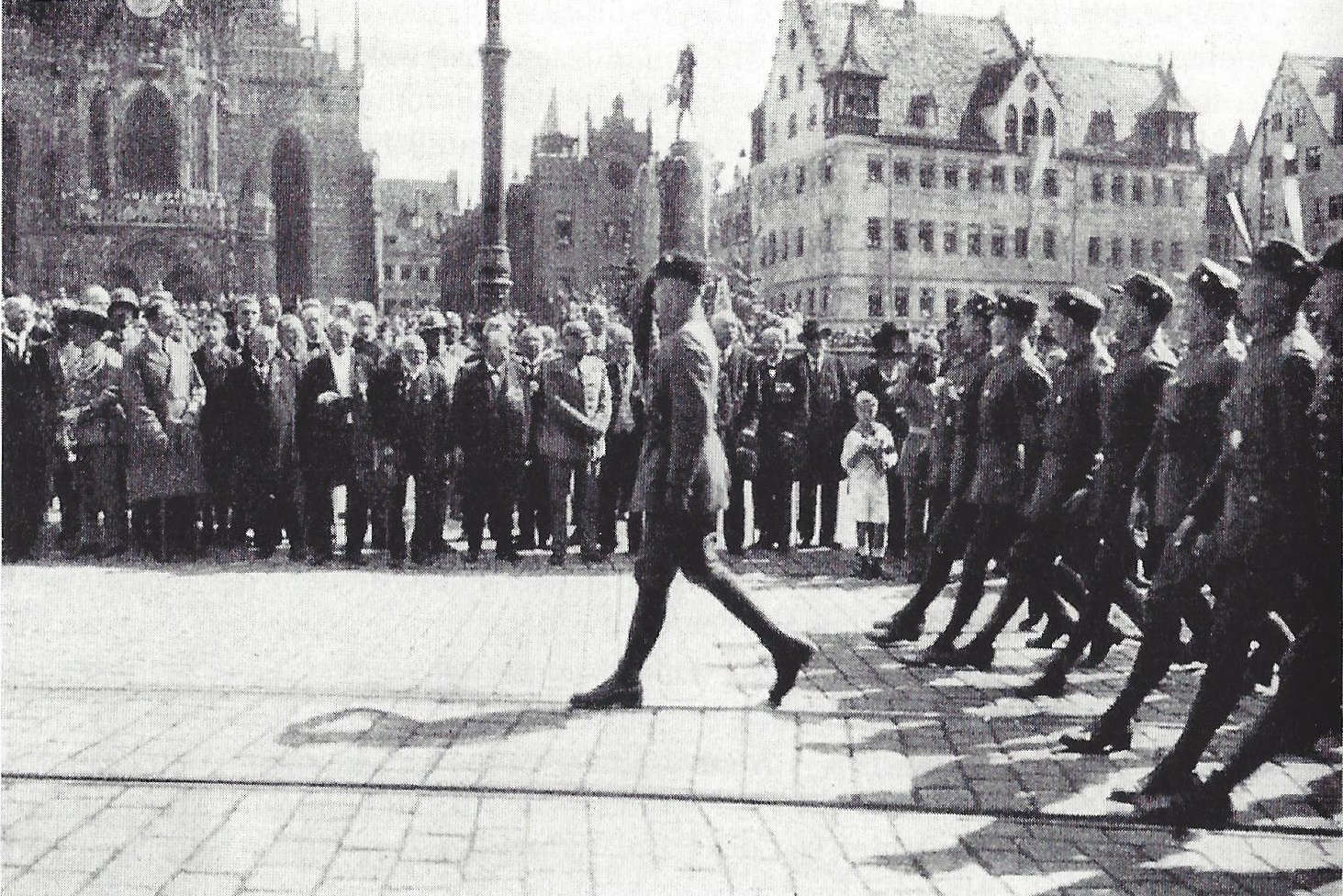
1923년 뉘렘베르크의 오버란트동맹.

오버란트 자유군단(독일어: Freikorps Oberland) 또는 오버란트동맹(독일어: Bund Oberland)은 바이마르 공화국 초기에 바이에른 일대에서 활동했던 자유군단이다. 다른 자유군단들처럼  공산주의 및 폴란드계 분리주의와 싸웠다.
1919년 4월 툴레회 총재 루돌프 폰 제보텐도르프가 창설했다. 바이에른 총리 요하네스 호프만(사회민주당)의 내각은 바이에른 평의회 공화국을 피해 밤베르크로 도망간 상황에서 오버란트 자유군단이 평의회 공화국과 맞서 싸웠다. 오버란트 자유군단의 일부는 프란츠 폰 에프 기사의 에프 자유군단의 일부와 함께 국가방위군 제21여단으로 편입되었고, 1920년 루르 점령 때 투입되었다.
오버란트 자유군단 자체는 1919년 10월 21일 해산되었지만 그 맹원 대부분은 해산되지 않고 게오르크 에셰리히의 에셰리히 기관으로 그대로 옮겨갔다. 그래서 1921년 폴란드계 주민들의 슐레지엔 봉기가 일어났을 때 신속하게 재동원되어 진압군의 역할을 했고, 아나베르크 전투에서 독일측 주력으로 참전했다.
1923년 맥주홀 폭동에 참여한 뒤 해산되었고, 그 맹원들은 바이에른 돌격대의 중핵이 되거나 또는 나치와 척지고 반나치 세력이 되었다.
이 조직은 태생상 바이에른의 극우단체들과 연줄이 있었고, 여러 건의 납치 및 비밀살인을 저지른 것으로 의심받고 있다. 마티아스 에르크베르거, 하인리히 틸레센, 하인리히 슐츠 등은 집정관기구 소속임과 동시에 "오버란트 위원회" 소속이었다. 독일독립사회민주당 정치인 카를 가라이스의 살인 역시 오버란트동맹의 맹원에 의한 것으로 의심된다.